# 6. september
6. september er dag 249 i året i den gregorianske kalender (dag 250 i skudår). Der er 116 dage tilbage af året.
- Dagens navn er Magnus.
- Ærkebiskop Eskils helgendag.

## Begivenheder
- 1522 - Ferdinand Magellans skib Victoria vender tilbage til Spanien som det første skib, der har gennemført en jordomsejling. Magellan selv var blevet dræbt på Filippinerne under rejsen.
- 1620 - Pilgrimmene sejler i det berømte skib Mayflower fra Plymouth, England mod Nordamerika for at oprette deres eget samfund.
- 1898 - Dronning Wilhelmina af Nederland indsættes efter at have været dronning siden 23. november 1890.
- 1915 - Den britiske hær tester for første gang den første prototype af kampvognen.
- 1936 - Benjamin, den sidste overlevende tasmanske pungulv (el. tasmanske tiger) dør i sit bur i Hobart Zoo på Tasmanien.
- 1948 - Juliana bliver dronning af Nederlandene efter sin mor Wilhelminas abdikation.
- 1952 - Ved flyveopvisning ved Farnborough Airshow i Hampshire i England styrter en flyprototype ned, og 29 tilskuere omkommer udover flyets to piloter.
- 1953 - Ved Forbundsdagsvalget i Vesttyskland opnår CDU/CSU stor fremgang og Konrad Adenauer kan fortsætte som kansler.
- 1966 - Sydafrikas premierminister Hendrik Verwoerd, arkitekten bag apartheid, stikkes ned undet et møde i parlamentet i Cape Town og dør af sine sår.
- 1968 - Kongeriget Swaziland i det sydlige Afrika bliver en selvstændig nation inden for Det Britiske Statssamfund
- 1972 - Ni israelske atleter taget som gidsler af den palæstinensiske terrororganisation Sorte September, og en tysk politimand, dræbes under OL i München; to israelske sportsfolk er blevet dræbt dagen forinden.
- 1976 - En sovjetisk pilot lander sit Mikojan-Gurevitj MiG-25-jagerfly i Hakodate i Japan og søger politisk asyl i USA.
- 1982 - Fregatten Peder Skram affyrer utilsigtet et Harpoon-missil (Hovsa-missilet).
- 1991 - Sovjetunionens parlament anerkender uafhængighedserklæringerne fra de tre baltiske lande: Estland, Letland og Litauen. Uafhængigheden træder i kraft 1. oktober samme år.
- 1991 - Ruslands næststørste by får sit gamle navn Sankt Petersborg tilbage efter at have heddet Leningrad siden 1924.
- 1997 - Prinsesse Diana bliver bisat fra Westminster Abbey i London.
- 1991 - Ejendommen Nygade 69 indvies som "H.C. Andersens Hus"[kilde mangler]
- 2001 - Repræsentanternes Hus vedtager en historisk aftale, der skal normalisere handelsrelationerne mellem USA og Vietnam.
- 2003 - Mahmoud Abbas fratræder som palæstinensisk premierminister.
- 2011 - Fodboldkamp mellem Norge og Danmark.
- 2018 - Indiens højesteret afkriminaliserer al frivillig sex mellem voksne under private former og gør derved homoseksualitet lovlig i Indien.[1][2]

### Født
- 1888 - Joseph P. Kennedy, Sr., amerikansk politiker (død 1969).
- 1925 - Birgitte Federspiel, dansk skuespiller (død 2005).
- 1943 - Roger Waters, engelsk musiker (Pink Floyd).
- 1962 - Flemming Lyngse, dansk filminstruktør.
- 1963 - Geert Wilders, hollandsk politiker.
- 1972 - Gala Rizzatto, italiensk pop sanger-sangskriver.
- 1973 - Kristian Leth, dansk jazzmusiker.
- 1974 - Nina Persson, svensk sangerinde (The Cardigans).
- 1977 - Katalin Novák, ungarsk præsident.
- 1981 - Søren Larsen, dansk fodboldspiller.
- 1983 - Søren Bregendal, dansk sanger og skuespiller.
- 1990 - Marco Sørensen, dansk racerkører.
- 1998 - Michele Perniola, italiensk sanger.

### Dødsfald
- 1907 - Sully Prudhomme, fransk forfatter, modtager af Nobelprisen i litteratur (født 1839).
- 1956 - Alex Raymond, amerikansk tegneserieskaber (Jens Lyn, Rip Kirby) (født 1909). - trafikuheld.
- 1962 - Hanns Eisler, tysk-østrigsk komponist (født 1898).
- 1998 - Ernst-Hugo Järegård, svensk skuespiller (født 1928).
- 1998 - Akira Kurosawa, japansk filminstruktør (født 1910).
- 2006 - Steen Bostrup, dansk journalist og studievært på TV-Avisen, DR (født 1939).
- 2006 - Ole Bjørnmose, dansk tidligere fodboldspiller på landsholdet (født 1944).
- 2007 – Luciano Pavarotti, italiensk tenor (født 1935).
- 2010 - Clive Donner, britisk filminstruktør (født 1926).
- 2011 - Michael Hart, amerikansk forfatter og opfinder (født 1947).
- 2019 - Robert Mugabe, zimbabwisk tidligere præsident (født 1924).
- 2020 - Sonia Maria Sander, dansk skuespiller (født 1959).